# Asien-Meisterschaften im Bahnradsport 2025
Die Asien-Meisterschaften im Bahnradsport 2025 fanden vom 21. bis 27. Februar auf dem Velodrom Nasional Malaysia in Nilai statt, wie zuvor schon 2018 und 2023. Veranstalter war die Asian Cycling Confederation (ACC). Es wurden Wettbewerbe für die Kategorien Elite und Junioren ausgetragen. Die Asien-Meisterschaften im Bahn-Paracycling waren gleichfalls in die Veranstaltung integriert.
Infolge einer Regeländerung des Radsport-Weltverbands UCI fuhren Männer wie Frauen erstmals in allen Disziplinen die gleichen Distanzen, also 1000 Meter im Zeitfahren, 4000 Meter in der Einerverfolgung und 10 km im Scratch. Auch die Distanzen im Omnium wurden angeglichen.

## Beteiligung
Es waren 260 Teilnehmer aus 16 Nationen für die Wettbewerbe gemeldet. Diese kamen aus China, Chinesisch Taipeh, Hongkong, Indien, Indonesien, dem Iran, Japan, Kasachstan, Katar, Malaysia, Saudi-Arabien, Singapur, Südkorea, Thailand, Usbekistan und den Vereinigten Arabischen Emiraten.

## Resultate Elite
Legende:
- Fahrerinnen und Fahrer, deren Name kursiv geschrieben sind, bestritten bei Mannschaftswettbewerben lediglich die Qualifikation oder die erste Runde.
- „G“ = Zeit aus dem Finale um Gold; „B“ = Zeit aus dem Finale um Bronze
- REL = Relegiert, OVL = Eingeholt

### Sprint
| Männer | Männer              | Männer | Männer                |
| ------ | ------------------- | ------ | --------------------- |
| 0#     | Name                | Land   | Zeit (s)              |
|        | Kaiya Ota           | JPN    | 10,316 (1) 9,732 (2)  |
|        | Shinji Nakano       | JPN    |                       |
|        | Shah Firdaus Sahrom | MAS    | 10,377 (1) 10,507 (2) |

| Frauen | Frauen                       | Frauen | Frauen                |
| ------ | ---------------------------- | ------ | --------------------- |
| 0#     | Name                         | Land   | Zeit (s)              |
|        | Mina Sato                    | JPN    | 11,097 (1) 10,710 (2) |
|        | Guo Yufang                   | CHN    |                       |
|        | Nurul Izzah Izzati Mohd Asri | MAS    | 11,396 (2) 11,180 (3) |

### Keirin
| Männer | Männer              | Männer | Männer |
| ------ | ------------------- | ------ | ------ |
| 0#     | Name                | Land   |        |
|        | Shinji Nakano       | JPN    |        |
|        | Shah Firdaus Sahrom | MAS    |        |
|        | Kaiya Ota           | JPN    |        |

| Frauen | Frauen                       | Frauen | Frauen |
| ------ | ---------------------------- | ------ | ------ |
| 0#     | Name                         | Land   |        |
|        | Nurul Izzah Izzati Mohd Asri | MAS    |        |
|        | Kim Hae-un                   | KOR    |        |
|        | Guo Yufang                   | CHN    |        |

### Zeitfahren
Nurul Izzah Izzati Mohd Asri stellte auf der von 500 auf 1000 Meter verlängerten Distanz einen Asienrekord in 1:06,229 Minuten auf.
| Männer | Männer         | Männer | Männer     |
| ------ | -------------- | ------ | ---------- |
| 0#     | Name           | Land   | Zeit (min) |
|        | Ryuto Ichida   | JPN    | 1:00,057   |
|        | Liu Qi         | CHN    | 1:00,164   |
|        | Kirill Kurdidi | KAZ    | 1:00,666   |

| Frauen | Frauen                       | Frauen | Frauen     |
| ------ | ---------------------------- | ------ | ---------- |
| 0#     | Name                         | Land   | Zeit (min) |
|        | Nurul Izzah Izzati Mohd Asri | MAS    | 1:06,229   |
|        | Luo Shuyan                   | CHN    | 1:07,365   |
|        | Hwang Hyeon-seo              | KOR    | 1:07,690   |

### Teamsprint
| Männer | Männer                                                                     | Männer | Männer   |
| ------ | -------------------------------------------------------------------------- | ------ | -------- |
| 0#     | Namen                                                                      | Land   | Zeit (s) |
|        | Yoshitaku Nagasako Kaiya Ota Shinji Nakano                                 | JPN    | 43,258 G |
|        | Tang Haoju Feng Yusheng Liu Qi Zou Tianlong                                | CHN    | 43,708 G |
|        | Mohd Akmal Nazimi Jusena Muhammad Ridwan Sahrom Muhammad Fadhil Mohd Zonis | MAS    | 44,033 B |

| Frauen | Frauen                                                               | Frauen | Frauen   |
| ------ | -------------------------------------------------------------------- | ------ | -------- |
| 0#     | Namen                                                                | Land   | Zeit (s) |
|        | Bao Shanju Guo Yufang Luo Shuyan                                     | CHN    | 46,990 G |
|        | Anis Amira Rosidi Nurul Izzah Izzati Mohd Asri Nur Alyssa Mohd Farid | MAS    | 49,132 G |
|        | Aki Sakai Mina Sato Haruka Nakazawa                                  | JPN    | 48,344 B |

### Einerverfolgung
Kazushige Kuboki stellte im Finale mit 4:08,669 Minuten einen neuen Asienrekord auf; er verbesserte die vorherige Marke Shoi Matsudas um knapp zwei Sekunden. Bei den Frauen wurde der Wettkampf erstmals über die Distanz von 4000 Meter ausgetragen, die Siegerzeit von Maho Kakita galt daher ebenfalls als Asienrekord.
| Männer | Männer              | Männer | Männer     |
| ------ | ------------------- | ------ | ---------- |
| 0#     | Name                | Land   | Zeit (min) |
|        | Kazushige Kuboki    | JPN    | 4:08,669 G |
|        | Mohammad Almutaiwei | UAE    | 4:16,287 G |
|        | Min Kyeong-ho       | KOR    | 4:14,596 B |

| Frauen | Frauen        | Frauen | Frauen     |
| ------ | ------------- | ------ | ---------- |
| 0#     | Name          | Land   | Zeit (min) |
|        | Maho Kakita   | JPN    | 4:41,436 G |
|        | Shin Ji-eun   | KOR    | OVL        |
|        | Zhen Yi Yeong | MAS    | 5:01,804 B |

### Mannschaftsverfolgung
Im Finale der Mannschaftsverfolgung der Männer holte das japanische Team seine Gegner aus Südkorea ein und hatte den Wettbewerb damit eigentlich gewonnen. Sie wurden jedoch anschließend auf den zweiten Platz zurückgesetzt, da sie einen unangemeldeten Wechsel der Mannschaftsaufstellung vorgenommen hatten.
| Männer | Männer                                                                    | Männer | Männer     |
| ------ | ------------------------------------------------------------------------- | ------ | ---------- |
| 0#     | Namen                                                                     | Land   | Zeit (min) |
|        | Hong Seung-min Park Sang-hoon Kim Hyeon-seok Min Kyeong-ho                | KOR    | OVL        |
|        | Naoki Kojima Eiya Hashimoto Shoi Matsuda Kazushige Kuboki Tetsuo Yamamoto | JPN    | REL        |
|        | Ilja Qarabutow Maxim Choroschawin Dmitri Noskow Älischer Schumaqan        | KAZ    | 3:59,215   |

| Frauen | Frauen                                                | Frauen | Frauen           |
| ------ | ----------------------------------------------------- | ------ | ---------------- |
| 0#     | Namen                                                 | Land   | Zeit (min)       |
|        | Mizuki Ikeda Tsuyaka Uchino Yumi Kajihara Maho Kakita | JPN    | Gegner eingeholt |
|        | Shin Ji-eun Jang Su-ji Kim Min-jeong Song Min-ji      | KOR    | OVL              |
|        | Lee Sze-wing Leung Bo Yee Leung Wing Yee Yang Qianyu  | HKG    | Gegner eingeholt |

### Scratch
| Männer | Männer             | Männer | Männer |
| ------ | ------------------ | ------ | ------ |
| 0#     | Name               | Land   |        |
|        | Dmitriy Bocharov   | UZB    |        |
|        | Kazushige Kuboki   | JPN    |        |
|        | Terry Yudha Kusuma | INA    |        |

| Frauen | Frauen                   | Frauen | Frauen |
| ------ | ------------------------ | ------ | ------ |
| 0#     | Name                     | Land   |        |
|        | Lee Sze-wing             | HKG    |        |
|        | Nur Aisyah Mohamad Zubir | MAS    |        |
|        | Ayana Mizutani           | JPN    |        |

### Punktefahren
| Männer | Männer             | Männer | Männer |
| ------ | ------------------ | ------ | ------ |
| 0#     | Name               | Land   | Punkte |
|        | Tetsuo Yamamoto    | JPN    | 39     |
|        | Älischer Schumaqan | KAZ    | 37     |
|        | Mow Ching Yin      | HKG    | 28     |

| Frauen | Frauen                   | Frauen | Frauen |
| ------ | ------------------------ | ------ | ------ |
| 0#     | Name                     | Land   | Punkte |
|        | Maho Kakita              | JPN    | 44     |
|        | Nur Aisyah Mohamad Zubir | MAS    | 20     |
|        | Nafosat Kozieva          | UZB    | 19     |

### Ausscheidungsfahren
| Männer | Männer           | Männer | Männer |
| ------ | ---------------- | ------ | ------ |
| 0#     | Name             | Land   |        |
|        | Eiya Hashimoto   | JPN    |        |
|        | Park Sang-hoon   | KOR    |        |
|        | Bernard van Aert | INA    |        |

| Frauen | Frauen         | Frauen | Frauen |
| ------ | -------------- | ------ | ------ |
| 0#     | Name           | Land   |        |
|        | Tsuyaka Uchino | JPN    |        |
|        | Lee Sze-wing   | HKG    |        |
|        | Jang Su-ji     | KOR    |        |

### Omnium
| Männer | Männer           | Männer | Männer |
| ------ | ---------------- | ------ | ------ |
| 0#     | Name             | Land   | Punkte |
|        | Naoki Kojima     | JPN    | 163    |
|        | Bernard van Aert | INA    | 146    |
|        | Li Jing-feng     | TPE    | 129    |

| Frauen | Frauen          | Frauen | Frauen |
| ------ | --------------- | ------ | ------ |
| 0#     | Name            | Land   | Punkte |
|        | Mizuki Ikeda    | JPN    | 144    |
|        | Lee Sze-wing    | HKG    | 139    |
|        | Nafosat Kozieva | UZB    | 130    |

### Madison
| Männer | Männer                              | Männer | Männer |
| ------ | ----------------------------------- | ------ | ------ |
| 0#     | Namen                               | Land   | Punkte |
|        | Eiya Hashimoto Kazushige Kuboki     | JPN    | 133    |
|        | Kim Eu-ro Park Sang-hoon            | KOR    | 48     |
|        | Terry Yudha Kusuma Bernard van Aert | INA    | 35     |

| Frauen | Frauen                       | Frauen | Frauen |
| ------ | ---------------------------- | ------ | ------ |
| 0#     | Namen                        | Land   | Punkte |
|        | Yumi Kajihara Tsuyaka Uchino | JPN    | 60     |
|        | Lee Sze-wing Leung Wing Yee  | HKG    | 32     |
|        | Nafosat Kozieva Asal Rizaeva | UZB    | −21    |

## Resultate Junioren

### Sprint
| Männer | Männer      | Männer | Männer                |
| ------ | ----------- | ------ | --------------------- |
| 0#     | Name        | Land   | Zeit (s)              |
|        | Choi Tae-ho | KOR    | 10,669 (1) 10,218 (2) |
|        | Jeon Woo-ju | KOR    |                       |
|        | Lin Yi-kuan | TPE    | 11,090 (1) 11,139 (2) |

| Frauen | Frauen          | Frauen | Frauen                |
| ------ | --------------- | ------ | --------------------- |
| 0#     | Name            | Land   | Zeit (s)              |
|        | Sawda Hasbullah | MAS    | 12,536 (1) 12,206 (2) |
|        | Park Hye-rin    | KOR    |                       |
|        | Park Ye-been    | KOR    | 11,903 (1) 11,933 (2) |

### Keirin
| Männer | Männer      | Männer | Männer |
| ------ | ----------- | ------ | ------ |
| 0#     | Name        | Land   |        |
|        | Choi Tae-ho | KOR    |        |
|        | Jung Jae-ho | KOR    |        |
|        | Ng Po Li    | HKG    |        |

| Frauen | Frauen                     | Frauen | Frauen |
| ------ | -------------------------- | ------ | ------ |
| 0#     | Name                       | Land   |        |
|        | Park Ye-been               | KOR    |        |
|        | Nur Umairah Qhaisara Razak | MAS    |        |
|        | Liu Shang-ying             | TPE    |        |

### Zeitfahren
Die Zeit Sawda Hasbullahs von 1:10,818 Minuten über 1000 Meter fand Anerkennung als erster Juniorinnen-Weltrekord über diese Distanz. Bis zum Jahr davor hatte die Distanz im Zeitfahren der Juniorinnen noch 500 Meter betragen.
| Männer | Männer          | Männer | Männer     |
| ------ | --------------- | ------ | ---------- |
| 0#     | Name            | Land   | Zeit (min) |
|        | Choi Tae-ho     | KOR    | 1:02,957   |
|        | Shin Kugai      | JPN    | 1:03,910   |
|        | Dias Basarbekow | KAZ    | 1:04,859   |

| Frauen | Frauen          | Frauen | Frauen     |
| ------ | --------------- | ------ | ---------- |
| 0#     | Name            | Land   | Zeit (min) |
|        | Sawda Hasbullah | MAS    | 1:10,818   |
|        | Liu Shang-ying  | TPE    | 1:11,936   |
|        | Harshita Jakhar | IND    | 1:12,848   |

### Teamsprint
| Männer | Männer                                                            | Männer | Männer   |
| ------ | ----------------------------------------------------------------- | ------ | -------- |
| 0#     | Namen                                                             | Land   | Zeit (s) |
|        | Jung Jae-ho Choi Tae-ho Jeon Woo-ju                               | KOR    | 45,650 G |
|        | Arkadi Schemet Danil Schurawski Jaroslaw Filippow Dias Basarbekow | KAZ    | 47,538 G |
|        | Lin Yu-kuan Peng Cheng-kai Xiao Sheng-yan                         | TPE    | 47,786 G |

| Frauen | Frauen                                                               | Frauen | Frauen   |
| ------ | -------------------------------------------------------------------- | ------ | -------- |
| 0#     | Namen                                                                | Land   | Zeit (s) |
|        | Kim Jia Park Ye-been Park Hye-rin                                    | KOR    | 50,916 G |
|        | Nurul Akhma Atiqah Haizan Nur Umairah Qhaisara Razak Sawda Hasbullah | MAS    | 51,931 G |
|        | Liu Hui-li Liu Shang-ying Lo Yun-han Cheng Ying-hsien                | TPE    | 53,349 B |

### Einerverfolgung
Die Distanz bei den Juniorinnen betrug erstmals 3000 Meter statt wie zuvor 2000. Die Siegerzeit Samira Ismailovas galt daher als neuer Asienrekord. Sie wurde zugleich als neuer Juniorinnen-Weltrekord anerkannt, obwohl bei den Ozeanien-Meisterschaften zwei Wochen zuvor eine 12 Sekunden schnellere Zeit aufgestellt worden war.
| Männer | Männer               | Männer | Männer     |
| ------ | -------------------- | ------ | ---------- |
| 0#     | Name                 | Land   | Zeit (min) |
|        | Abdulla Yousuf Amiri | UAE    | 3:23,745 G |
|        | Park Seo-jun         | KOR    | 3:29,120 G |
|        | Nabi Mirbagheri      | IRI    | 3:25,216 B |

| Frauen | Frauen           | Frauen | Frauen             |
| ------ | ---------------- | ------ | ------------------ |
| 0#     | Name             | Land   | Zeit (min)         |
|        | Samira Ismailova | UZB    | 3:46,800 G         |
|        | Harshita Jakhar  | IND    | 3:48,478 G         |
|        | Oh Chae-won      | KOR    | Gegnerin eingeholt |

### Mannschaftsverfolgung
| Männer | Männer                                                   | Männer | Männer           |
| ------ | -------------------------------------------------------- | ------ | ---------------- |
| 0#     | Namen                                                    | Land   | Zeit (min)       |
|        | Kim Do-yun Cha A-seom Jang Jun-nu Park Seo-jun           | KOR    | 4:08,065 G       |
|        | Sotaro Matsuda Koshi Narita Tomoki Nakatani Sota Yoshida | JPN    | 4:08,480 G       |
|        | Ma Yik Fei Ma Ching Hong Ma Yik Sin Tang Ho Hin          | HKG    | Gegner eingeholt |

| Frauen | Frauen                                                                                             | Frauen | Frauen     |
| ------ | -------------------------------------------------------------------------------------------------- | ------ | ---------- |
| 0#     | Namen                                                                                              | Land   | Zeit (min) |
|        | Gülnas Qurmanbekqysy Dinara Köpschassarowa Alexandra Filipskaja Aruschan Qabdulowa Olga Gluschkowa | KAZ    | 4:48,125 G |
|        | Huang Wen-xin Chen Yan-yi Chu Chih-i Wen Tsai-tung                                                 | TPE    | 4:49,238 G |
|        | Bhumika Bhumika Amrita Kumari Harshita Jakhar Basanti Kumawat                                      | IND    | 4:55,590 B |

### Scratch
| Männer | Männer          | Männer | Männer |
| ------ | --------------- | ------ | ------ |
| 0#     | Name            | Land   |        |
|        | Tomoki Nakatani | JPN    |        |
|        | Ma Yik Fei      | HKG    |        |
|        | Liu Hao-en      | TPE    |        |

| Frauen | Frauen                    | Frauen | Frauen |
| ------ | ------------------------- | ------ | ------ |
| 0#     | Name                      | Land   |        |
|        | Park Hye-rin              | KOR    |        |
|        | Gülnas Qurmanbekqysy      | KAZ    |        |
|        | Dania Avriel Alviera Azif | MAS    |        |

### Punktefahren
| Männer | Männer          | Männer | Männer |
| ------ | --------------- | ------ | ------ |
| 0#     | Name            | Land   | Punkte |
|        | Sota Yoshida    | JPN    | 49     |
|        | Jang Ju-nu      | KOR    | 49     |
|        | Nabi Mirbagheri | IRI    | 39     |

| Frauen | Frauen           | Frauen | Frauen |
| ------ | ---------------- | ------ | ------ |
| 0#     | Name             | Land   | Punkte |
|        | Wen Tsai-tung    | TPE    | 25     |
|        | Harshita Jakhar  | IND    | 23     |
|        | Samira Ismailova | UZB    | 22     |

### Ausscheidungsfahren
| Männer | Männer                  | Männer | Männer |
| ------ | ----------------------- | ------ | ------ |
| 0#     | Name                    | Land   |        |
|        | Manssour Ameen Alhayyan | KSA    |        |
|        | Ma Yik Fei              | HKG    |        |
|        | Abdulla Yousuf Amiri    | UAE    |        |

| Frauen | Frauen                         | Frauen | Frauen |
| ------ | ------------------------------ | ------ | ------ |
| 0#     | Name                           | Land   |        |
|        | Huang Wen-xin                  | TPE    |        |
|        | Yuka Nishihara                 | JPN    |        |
|        | Intan Nur Irdrisha Abdul Razak | MAS    |        |

### Omnium
| Männer | Männer          | Männer | Männer |
| ------ | --------------- | ------ | ------ |
| 0#     | Namen           | Land   | Punkte |
|        | Kim Do-yun      | KOR    | 132    |
|        | Nabi Mirbagheri | IRI    | 116    |
|        | Sotaro Matsuda  | JPN    | 98     |

| Frauen | Frauen           | Frauen | Frauen |
| ------ | ---------------- | ------ | ------ |
| 0#     | Namen            | Land   | Punkte |
|        | Samira Ismailova | UZB    | 145    |
|        | Yuka Nishihara   | JPN    | 128    |
|        | Oh Chae-won      | KOR    | 124    |

### Madison
| Männer | Männer                         | Männer | Männer |
| ------ | ------------------------------ | ------ | ------ |
| 0#     | Name                           | Land   | Punkte |
|        | Cha A-seom Kim Do-yun          | KOR    | 65     |
|        | Liu Hao-en Tsai Bing-chen      | TPE    | 33     |
|        | Sotaro Matsuda Tomoki Nakatani | JPN    | 31     |

| Frauen | Frauen                             | Frauen | Frauen |
| ------ | ---------------------------------- | ------ | ------ |
| 0#     | Name                               | Land   | Punkte |
|        | Hong Yun-hwa Oh Chae-won           | KOR    | 20     |
|        | Huang Wen-xin Wen Tsai-tung        | TPE    | 15     |
|        | Nadejda Barteneva Samira Ismailova | UZB    | 3      |

## Medaillenspiegel
Der offizielle Medaillenspiegel wies die Ergebnisse von Elite und Junioren gleichermaßen aus.
| Platz  | Land               | Gold | Silber | Bronze | Gesamt |
| ------ | ------------------ | ---- | ------ | ------ | ------ |
| 1      | Japan              | 18   | 7      | 5      | 30     |
| 2      | Südkorea           | 12   | 10     | 6      | 28     |
| 3      | Malaysia           | 4    | 6      | 6      | 16     |
| 4      | Usbekistan         | 3    | 0      | 5      | 8      |
| 5      | Chinesisch Taipeh  | 2    | 4      | 6      | 12     |
| 6      | Hongkong           | 1    | 5      | 4      | 10     |
| 7      | China              | 1    | 4      | 1      | 6      |
| 8      | Kasachstan         | 1    | 3      | 3      | 7      |
| 9      | Ver. Arab. Emirate | 1    | 1      | 1      | 3      |
| 10     | Saudi-Arabien      | 1    | 0      | 0      | 1      |
| 11     | Indien             | 0    | 2      | 2      | 4      |
| 12     | Indonesien         | 0    | 1      | 3      | 4      |
| 13     | Iran               | 0    | 1      | 2      | 3      |
| Gesamt | Gesamt             | 44   | 44     | 44     | 132    |